# بو کارتر
بو کارتر (انگلیسی: Bo Carter; ۳۰ ژوئن ۱۸۹۳bolton، ایالت میسیسیپی، ایالات متحده آمریکا – ۲۱ سپتامبر ۱۹۶۴memphis، تنسی، united states) موسیقی‌دان اهل ایالات متحده آمریکا بود که بین سال‌های ۱۹۳۱ تا ۱۹۴۴ میلادی فعالیت می‌کرد.